# Turó de Sant Joan (Pontons)
El Turó de Sant Joan és una muntanya de 737 metres que es troba al municipi de Pontons, a la comarca de l'Alt Penedès.